# Skalka metróállomás
Skalka egy metróállomás Prágában a prágai A metró vonalán.

## Szomszédos állomások
A metróállomáshoz az alábbi állomások vannak a legközelebb:
- Strašnická (Nemocnice Motol)
- Depo Hostivař (Depo Hostivař)

## Átszállási kapcsolatok
| A (Nemocnice Motol ↔ Depo Hostivař) |                                                 |                         |
| Állomás                             | Átszállási kapcsolatok                          | Fontosabb létesítmények |
| Skalka                              | 101, 111, 125, 138, 175, 177, 195, 329, 901 P+R |                         |